# Darkmere
Darkmere - The Nightmare's Begun è un videogioco d'azione per Amiga sviluppato dalla Zero Hour Software e pubblicato dalla Core Design Ltd. nel 1994. Ad oggi è stato l'unico titolo pubblicato dalla Zero Hour.
La Core Design nel 1994 pubblicò uno pseudo-seguito per Amiga intitolato Dragonstone che però non ebbe lo stesso successo del primo titolo.

## Trama
Il giocatore controlla il personaggio del principe Ebryn, figlio di re Gildorn, nel suo tentativo di risolvere il mistero di "Darkmere". Darkmere è un'inspiegabile oscurità che è discesa sul regno di Ebryn, portando con sé terrificanti mostri come orchi e draghi, che stanno facendo strage degli abitanti. L'avventura comincia nel "villaggio" (di cui non viene mai svelato il nome), in cui il giocatore deve risolvere alcuni enigmi per fuggire dall'interno delle sue mura. Nei livelli successivi, Ebryn viaggerà attraverso foreste e lande, passando dalla tana degli orchi, nella sua ricerca di Malthar il mago, l'unico che può spezzare l'incantesimo dei Darkmere.